# Georg Brandes
Pour les articles homonymes, voir Brandes.
Georg Morris Cohen Brandes (Copenhague, 1842 - Copenhague, 1927), également orthographié Georges Brandès dans les anciennes traductions en français, est un écrivain et critique littéraire danois. Il fut le véritable responsable de ce que l'on a convenu d'appeler la « percée moderne » des lettres scandinaves, c'est-à-dire leur irruption au premier plan des lettres européennes.

## Biographie
Né dans une famille de riches marchands juifs de Copenhague, très ouverts, il fait des études de droit, de littérature et de philosophie. 
Athée, il revendique les droits de la libre-pensée (il publiera d'ailleurs en 1925, La légende de Jésus, dans le seul but de démontrer la thèse mythiste, que Jésus n’a jamais existé).
Fervent admirateur de Friedrich Nietzsche, il donne en 1888 des conférences sur la philosophie de Nietzsche qui contribuent à faire connaître ce philosophe. Il est réputé pour avoir ouvert son pays à la modernité intellectuelle. Nouvelles littéraires du 24 novembre 1923 : « J’avais quinze ans. Un de mes oncles qui habitait Paris depuis longtemps et était devenu un véritable Français, vint à Copenhague. Il descendit chez mes parents. Il voulut m’apprendre le français qui fut ainsi la première langue vivante que je m’exerçai à parler et dans laquelle j’eus le bonheur d’arriver assez vite à penser. / Dans le courant de l’année 1866, je vins à Paris. [Et] dès mon arrivée, je nouai des relations presque intimes avec Taine et Renan…
Il fréquentait à Paris le salon littéraire très en vue de Madame Arman de Caillavet. 
Il meurt à l'âge de 85 ans.

Portraits de Georg Brandes
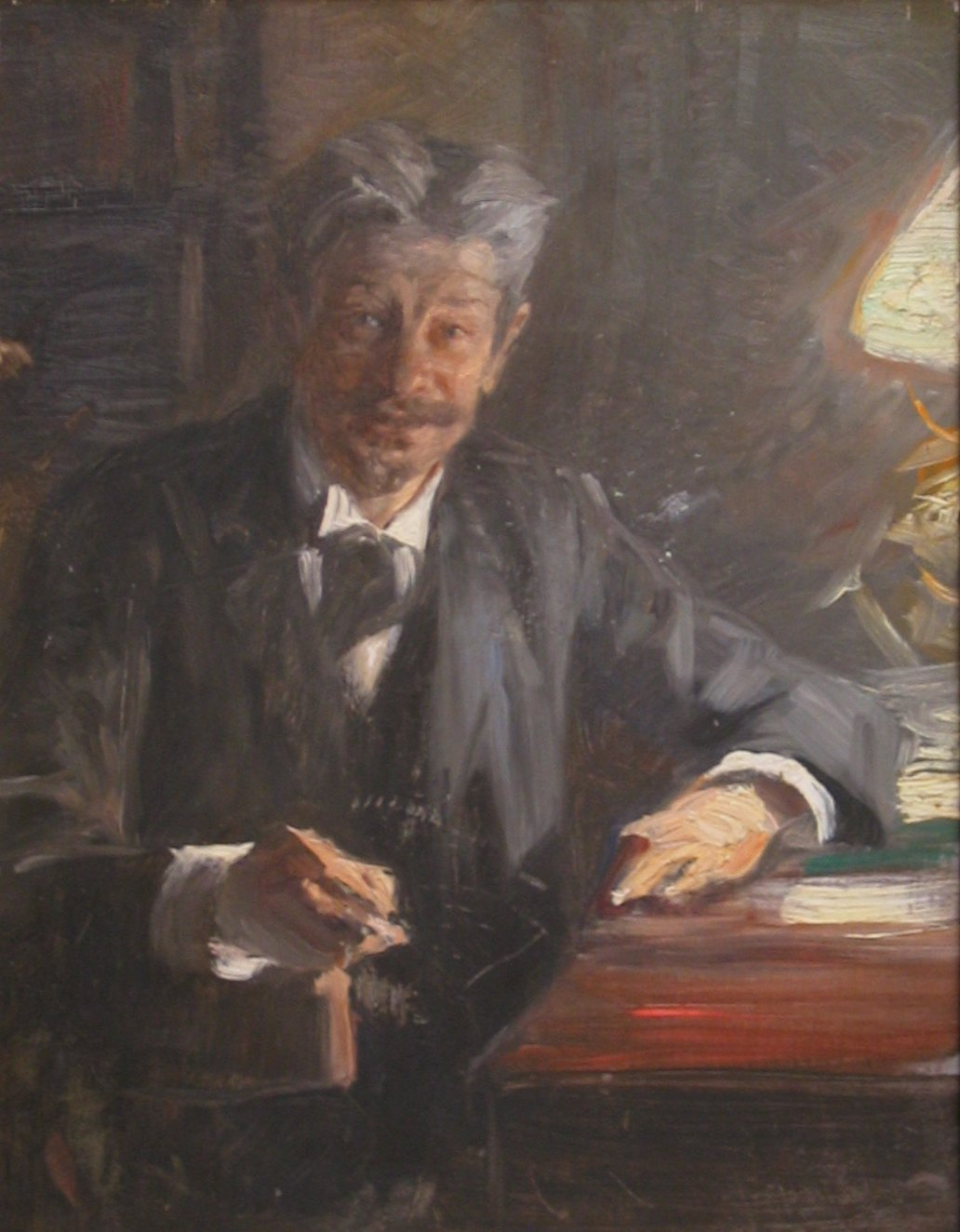
Georg Brandes, 1900 (esquisse) par Peder Severin Krøyer
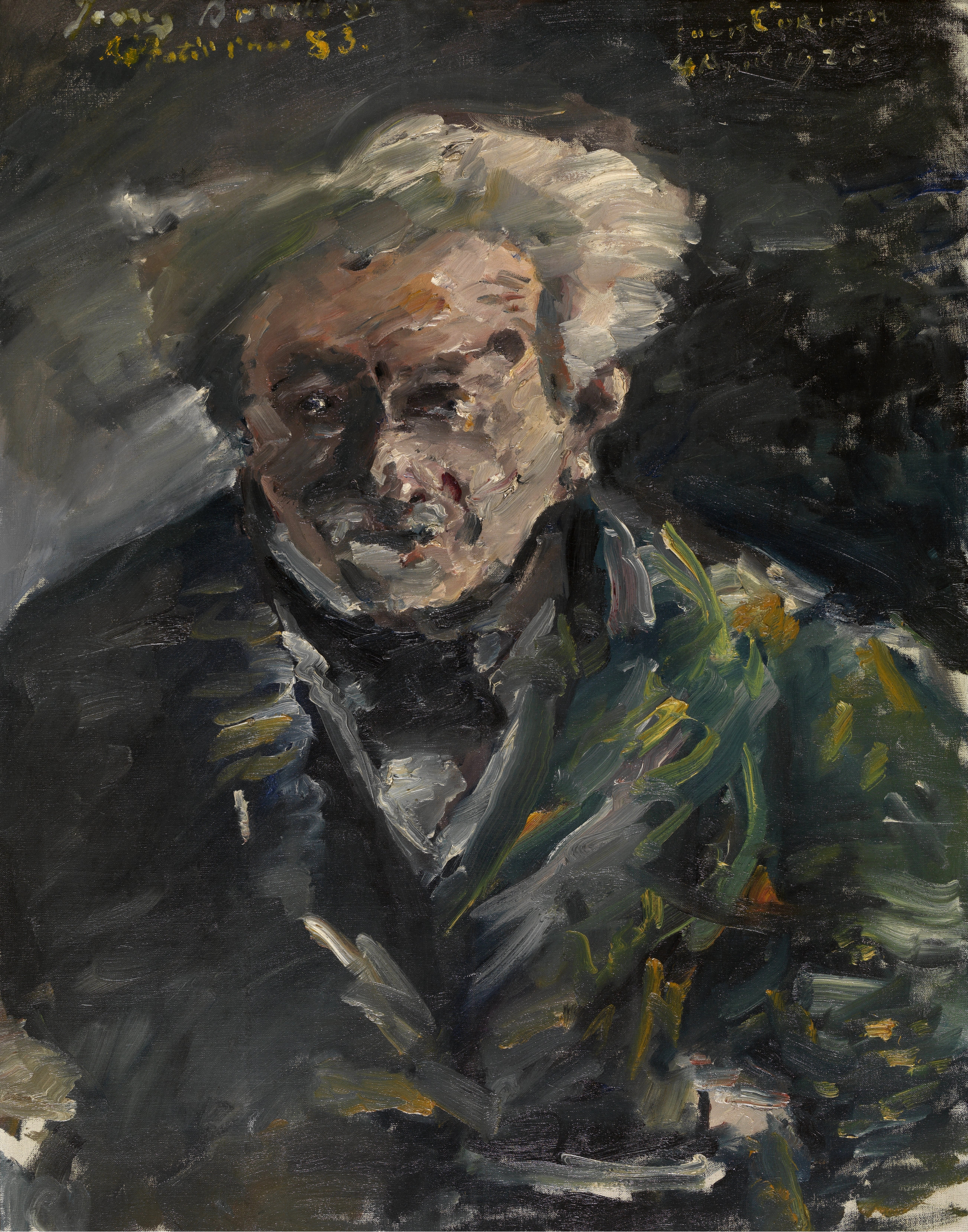
Georg Brandes, 1925 par Lovis Corinth Musée royal des beaux-arts d'Anvers

## Œuvres
- (da) Samlede Skrifter, 1889
- L'École romantique en France, collection « Les grands courants littéraires au XIXe siècle », ouvrage traduit de la 8e édition allemande par A. Topin, professeur au collège de Blois, précédé d'une introduction de Victor Basch, professeur à l'université de Rennes ; Berlin, H. Barsdorf et Paris, A. Michalon, 1902.
- Nietzsche. Essai sur le radicalisme philosophique. Traduit de l'allemand par Marie-Pierre Harder. Postface de Claudine Delphis. Paris, L'Arche, 2006.  (ISBN 2851816314)
- Ernest Renan, Elan, 2008,  (ISBN 2909027759)
- avec Edvard Beyer : Henrik Ibsen essais, accompagnés des Souvenirs d'enfance d'Ibsen, Éd. L'Élan, 1991,  (ISBN 2909027066)

## Source
- Biographie de Georg Brandes